# Епископ далматински Стефан
Стефан Кнежевић (Оћестово, 15. јун 1806 — Задар, 28. јануар 1890) био је српски православни епископ далматински од 1853. до 1890. и народни добротвор.

## Биографија
Рођен је 15. јуна 1806. у Оћестову, општине Книнске У шестој години живота је дошао у манастир Св. Арханђела - Крку код свог стрица Викентија Кнежевића, настојатеља манастира. Основну школу је завршио у Шибенику, а гимназију и богословију у Сремским Карловцима. Богословске студије је завршио на Богословском факултету у Черновицама. По завршетку студија у Бечу, Стефан се враћа у манастир Крку. Замонашио се и рукоположио у чин ђакона 21. маја 1833, а у чин презвитера новембра 1835. Архимандрит манастира Крке је постао на Богојављење 1844. За епископа далматинског је именован 16. марта 1853, а хиротонисао га је у Карловцима 17. маја 1853. патријарх Јосифа Рајачића.
Основао је 1853. године конзисторију и извршио нову поделу епархије на окружне протопрезвитерате. Његовим заузимањем је у Далмацији подигнуто четрнаест нових храмова, међу којима и храм на Далматинском Косову, који је много допринео ширењу култа кнеза Лазара у Далмацији. Овај храм је освештан на Видовдан 1889. године у склопу обележавања 500 година од Битке на Косову. Обнављао је манастире, цркве и парохијске домове. Посебну пажњу је посвијетио школовању сиромашне српске омладине подижући школе и оснивајући у том циљу разне фондове, међу којима Фонд за удовице и свештеничку сирочад. Подигао је ниво богословије у Задру, у коју су примани кандидати са завршеном гимназијом. Један од најзначајнијих подухвата Владичиних било је оснивањем своје задужбине за васпитање српске далматинске омладине и њихово образовање на високим школама у Бечу и Грацу.
Током 1870. године из састава Далматинске епархије издвојена је Бока которска у самосталну епархију, а 1873. су обе епархије издвојене из Карловачке митрополије и, заједно са Буковинском епархијом, ушле су у састав вештачки створене Буковинско-далматинске митрополије са седиштем у Бечу.
Постао је почасни доктор Богословског факултета у Черновицама, као и епископи Никодим Милаш и Герасим Петрановић. Племство и грб добио је Бечу, 5. јула. 1867. године.
Умро је 28. јануара 1890. у Задру, а сахрањен у капели светог Саве у манастиру Крки. Тестаментом је читаво своје имање оставио за добротворне сврхе српском народу.

## Из тестамента владике Стефана
„Отишао сам (у манастир) нејак, у шестој години рођења, од моје родне куће и родитеља из села Оћестова, и о трошку и настојањем многозаслужно и незаборављеног мога стрица Викентија Кнежевића школован, и на добри пут и народну србску свест напућен, дакле, нити сам о трошку сиромашних родитеља уздигнут, нити шта од очинства стварно примио ни уживао, шта више уздигао сам, школовао и ухљебио о мом трошку пет синоваца без и најмање помоћи њихових родитеља, односно моје браће; то служећи мојој цркви и народу србском мало сам могао заштедити, на коју мој род, тј. моја браћа и синовци по крви, никаква права немају, јер је мој род народ српски православно источни у Далмацији мом отечеству за који сам живио, за кога ћу и с ону страну гроба живјети и у срцу и памети у гроб носити, зато и располажем мојим малим иметком, ако што и заостане иза мога живота на корист мога народа србско - далматинског...“

## Галерија
- Епископ Стефан Кнежевић
- Стефан Кнежевић, епископ далматински и истријски
- Освећење спомен-бисте епископу Стефану у родном Оћестову, јула 1994. године